# The Lazy Song
«The Lazy Song» —en español: «La canción perezosa»— es una canción del cantautor estadounidense Bruno Mars. Fue lanzada como el tercer sencillo de su álbum Doo-Wops & Hooligans el 15 de febrero de 2011. La canción está escrita por K'naan y The Smeezingtons, quienes también la produjeron. La letra habla sobre pasar un día entero "sin hacer nada".
De acuerdo al sistema de información Nielsen SoundScan, «The Lazy Song» ha vendido más de un millón de descargas digitales en Estados Unidos.

## Videoclip
El videoclip de la canción se estrenó el 14 de abril de 2011 en MTV y VH1. Fue dirigido por Nez y cuenta con la colaboración del grupo de baile Poreotics, disfrazados de monos. El video fue filmado en una sola toma, y muestra a Mars cantando en una habitación y a los monos bailando.
El video en YouTube ya cuenta más de 2,000 millones de visitas.

## Recepción de la crítica
Jon Caramanica del The New York Times, Eric Henderson de la Slant Magazine y Andy Gill de The Independent dijeron que "The Lazy Song" está influenciada por la música reggae. Bill Lamb de about.com dijo que la canción es una de las mejores del álbum.

## Lista de canciones
- Descarga digital[8]

1. "The Lazy Song" - 3:08

## Posicionamiento
| Listas                                            | Máxima posición |
| ------------------------------------------------- | --------------- |
| Alemania (Media Control AG)                       | 9               |
| Alemania Airplay Chart                            | 2               |
| Alemania Youth Airplay Chart                      | 1               |
| Australia (ARIA)                                  | 6               |
| Austria (Ö3 Austria Top 40)                       | 4               |
| Bélgica (Ultratip Flanders)                       | 1               |
| Bélgica (Ultratop Valonia)                        | 20              |
| Brasil (Brasil Hot 100 Airplay)                   | 57              |
| Canadá (Canadian Hot 100)                         | 5               |
| Dinamarca (Tracklisten)                           | 1               |
| Escocia (The Official Charts Company)             | 3               |
| Eslovaquia (IFPI)                                 | 9               |
| España (PROMUSICAE)                               | 21              |
| Estados Unidos (Billboard Hot 100)                | 4               |
| Estados Unidos Adult Pop Songs (Billboard)        | 6               |
| Estados Unidos Latin Pop Songs (Billboard)        | 19              |
| Estados Unidos (Pop Songs)                        | 3               |
| Finlandia (Suomen virallinen lista)               | 14              |
| Colombia (Los 40 Principales)                     | 6               |
| Francia (SNEP)                                    | 34              |
| Hungría (Rádiós Top 40)                           | 1               |
| Irlanda (IRMA)                                    | 4               |
| Italia (FIMI)                                     | 10              |
| Nueva Zelanda (RIANZ)                             | 3               |
| Países Bajos (Dutch Top 40)                       | 4               |
| Polonia (ZPAV)                                    | 2               |
| Reino Unido Singles (The Official Charts Company) | 1               |
| Reino Unido R&B (The Official Charts Company)     | 1               |
| República Checa (IFPI)                            | 86              |
| Suecia (Sverigetopplistan)                        | 21              |
| Suiza (Media Control Charts)                      | 11              |